# Ludwik Szaciński
Ludwik Szaciński de Rawicz (ur. 16 kwietnia 1844 roku w Suwałkach, zginął 8 lipca 1894 roku na wyspie Ormøya w Norwegii) – polski fotograf, powstaniec styczniowy, emigrant. Jeden z pierwszych profesjonalnych fotografów w Norwegii.

## Życiorys
Urodził się w Suwałkach jako czwarte z dziesięciorga dzieci Feliksa i Józefy z domu Frydrych. Rodzina Szacińskich przybyła do Suwałk z miejscowości Wierzbołów na Litwie. Ludwik został wysłany do Szkoły Kadetów w Warszawie, w której przebywał do wybuchu powstania styczniowego. Brał udział w walkach. Za zasługi uzyskał stopień porucznika kawalerii. Podczas ucieczki z rosyjskiego więzienia został ranny w nogę. Zbiegł za granicę. Przez rok wędrował po Europie, prawdopodobnie odwiedził Wiedeń, Paryż i Szwajcarię. Wraz z młodszym bratem Kazimierzem i przyjaciółmi – Władysławem Strutyńskim i Michałem Wielgoławskim – dotarł do Christianii w Norwegii. 
Dzięki talentowi i umiejętności nawiązywania kontaktów towarzyskich stosunkowo szybko stał się najbardziej poszukiwanym fotografem w mieście. 9 września 1871 roku ożenił się z córką rybaka, Huldą Hansen. Miał syna Stanniego.
Ludwikowi Szacińskiemu przypisuje się powołanie Norweskiego Towarzystwa Fotograficznego oraz Związku Zawodowego Fotografów, których był przewodniczącym. W 1882 roku otrzymał norweskie obywatelstwo. W 1888 roku otrzymał stanowisko Królewskiego Fotografa. W jego atelier, przy ulicy Karl Johansgata 4, fotografowali się m.in. rodzina królewska, szwedzka arystokracja, artyści. Szaciński współpracował także z policją. Robił portrety zatrzymanych prostytutek.
Za swoje prace zdobył nagrody m.in. w Paryżu, Wiedniu, Dreźnie, Filadelfii, Christianii. Był miłośnikiem polowań i łowienia ryb. Należał do norweskiego Towarzystwa Łowieckiego.
8 lipca 1894 roku popełnił samobójstwo w domku myśliwskim na wyspie Ormøya. Pochowano go z honorami. Po śmierci męża Hulda Hansen dalej prowadziła jego atelier. Firma działała do 1914 roku.